# Looney, Looney, Looney Bugs Bunny Movie
Looney, Looney, Looney Bugs Bunny Movie (The Looney, Looney, Looney Bugs Bunny Movie) è un film del 1981 diretto da Friz Freleng. È un film d'animazione dei Looney Tunes che contiene una compilation di cortometraggi classici della Warner Bros. e sequenze di raccordo, prodotto da Freleng e condotto da Bugs Bunny. Il nuovo materiale è una delle ultime produzioni della DePatie-Freleng Enterprises (conosciuta anche come Marvel Productions all'inizio degli anni '80). Nel ridoppiaggio italiano Bugs Bunny traduce il titolo come Quel pazzo, folle, assurdo di un Bugs Bunny, ma esso non è mai stato utilizzato ufficialmente. Il film è uscito in DVD col titolo Looney, Looney, Looney Bugs Bunny - Il film.

## Trama
Il film inizia con una proiezione del cortometraggio Premio Oscar Riccardo Cuor di... Melone (Knighty Knight Bugs) del 1958, prima che comincino i titoli di testa. Poi Bugs racconta come Looney Tunes e Merrie Melodies avessero immediatamente sostituito la commedia dai pantaloni larghi, prima di presentarci "una piccola creatura introversa dal cuore tenero chiamata Yosemite Sam".

### Episodi

#### Primo atto:Il diavolo può attendere
Yosemite Sam corteggia la nonna con l'intenzione di accaparrarsi i 50 milioni di dollari che ha ereditato. Bugs ascolta per caso i suoi piani e ostacola Sam sotto le mentite spoglie di un altro pretendente e poi della nonna stessa. Sam alla fine muore dopo essere stato schiacciato da una cassaforte che Bugs fa cadere su di lui e finisce all'Inferno, dove Satana si offre di dargli una seconda possibilità di vivere a patto che mandi qualcun altro al suo posto. Sam è d'accordo e, come un capitano delle guardie romane, un arabo e nella sua solita veste di cowboy, tenta di uccidere Bugs, ma tutti i suoi tentativi non hanno successo. Quando Satana gli offre una possibilità in più, Sam rifiuta affermando che il diavolo dovrebbe prendersi il coniglio da solo e decide di rimanere.

#### Secondo atto:Gli "intaccabili"
Subito dopo essere diventato un detective della polizia (con il nome in codice "Mess lo sciccoso"), Bugs viene catturato da Rocky e dalla sua banda, che cercano di affogarlo. Bugs gli sfugge prontamente e poi si infiltra alla festa di compleanno di Rocky quella sera, travestito da showgirl. Rocky scopre presto il travestimento di Bugs e, accompagnato da Mugsy, lo insegue in una fabbrica di cereali, dove Bugs intrappola la coppia nella macchina di produzione di cereali. In seguito, il coniglio porta Rocky in tribunale, ma grazie a una scappatoia della legge il gangster è libero di andarsene.
Bugs ha problemi a trovare il nuovo nascondiglio di Rocky fino a quando non si sparge la voce dell'uovo d'oro dell'allevatore Porky Pig, apparentemente deposto da Daffy Duck. Alla lettura di questa notizia, Rocky e i suoi uomini catturano Daffy e gli ordinano di deporre un uovo d'oro. Il papero alla fine ci riesce, e gli viene quindi ordinato di riempire tutta la loro raccolta di scatole per le uova. Bugs e la polizia irrompono improvvisamente e arrestano il gruppo di Rocky, ma un'altra scappatoia della legge lo rende nuovamente libero.
Rocky quindi cattura Titti chiedendo un riscatto, e Bugs incarica Silvestro di trovarlo. Abbastanza sicuro, il gatto trova Titti nel nascondiglio di Rocky. Dopo diversi tentativi falliti da parte di Silvestro di mangiare Titti, la polizia arriva e circonda il nascondiglio di Rocky. Silvestro finisce per essere accolto come un eroe per aver apparentemente salvato Titti, e Bugs porta Rocky e Mugsy alla giustizia, ma è costretto ad andare in prigione con loro perché ha perso le chiavi per le manette.

#### Terzo atto:La serata degli Oswald
Bugs ci presenta il Premio Oswald, una cerimonia di premiazione creata da Friz Freleng per i personaggi dei cartoni animati. È lui stesso a presentare la cerimonia, annunciando i candidati - il Lupo di L'orchestrale freddo, Titti e Silvestro e sé stesso. Durante tutto il corso della cerimonia, Daffy Duck si lamenta continuamente del fatto che lui non è stato nominato. Dopo la presentazione di tutti i candidati, viene proclamato il vincitore assoluto, ovvero Bugs stesso. Daffy, furioso, sfida Bugs a una gara di talento (ovvero Gelosia da primadonna). Bugs sembra avere il favore del pubblico, ma alla fine Daffy vince i loro applausi facendosi saltare in aria. Bugs dà all'ormai spettrale Daffy il premio, mentre il papero risponde: "Questo per dimostrarvi che vi dovete uccidere se volete vincere un Oswald in questa città!".

## Produzione

### Cartoni animati contenuti
I cartoni animati usati per produrre il film includono:
Introduzione
- Riccardo Cuor di... Melone (Buonanotte cavaliere! Bunny nel primo doppiaggio, Storie di draghi e di conigli nel ridoppiaggio) (Knighty Knight Bugs) (integrale, ma con titoli di testa e di coda sostituiti)
- Little Red Rodent Hood (clip)
- Più veloce di Gonzales (Speedy Gonzales) (clip)
- Venezia, la luna e Silvestro (A Pizza Tweety Pie) (clip)

Primo atto
- L'ereditiera (Hare Trimmed)
- La torta del diavolo (Devil's Feud Cake) (il film usa la stessa premessa e alcune scene del cortometraggio, ma in versione ridisegnata e con nuovi dialoghi e animazioni)
- L'inferno non può attendere (Satan's Waitin') (breve frammento con bulldog satanici che originariamente abbaiavano a Silvestro)
- Un coniglio fra i leoni (Roman Legion-Hare)
- Deserto ma non troppo (Sahara Hare)
- Laggiù nel selvaggio West (Wild and Woolly Hare)

Secondo atto
- Gli inspellabili (The Unmentionables)
- Le uova d'oro (Golden Yeggs)
- Titti in gabbia (Catty Cornered)

Terzo atto
- L'orchestrale freddo (I tre piccoli jazzisti nel ridoppiaggio) (Three Little Bops)
- Silvestro il moralista (Birds Anonymous)
- Il tuffatore intrepido (Il coniglio che si getta dall'alto nel primo doppiaggio, Il grande tuffatore nel ridoppiaggio) (High Diving Hare)
- Gelosia da primadonna (Show Biz Bugs)

## Distribuzione

### Data di uscita
Il film è uscito negli Stati Uniti d'America il 20 novembre 1981. In Italia, invece, il lungometraggio fu distribuito direttamente in VHS.

### Edizione italiana
Il primo doppiaggio, con Franco Latini e Vittorio Amandola che interpretano diversi ruoli, presenta un adattamento piuttosto libero, con molte frasi inventate ed errori di traduzione. Inoltre vennero inspiegabilmente cambiati molti nomi: Porky Pig in "Taddeo Porky", Yosemite Sam in "Sam il pirata", Mugsy in "Mugry" e Henery Hawk in "Henery il piccolo".
Nel 1999, in occasione di una nuova edizione in VHS, il film venne ridoppiato con il nuovo cast e con un adattamento più corretto e fedele. Il ridoppiaggio fu quindi utilizzato anche nelle trasmissioni televisive, ma venne però inspiegabilmente accantonato nel 2009, con l'uscita del DVD contenente invece il primo doppiaggio (da allora utilizzato anche in TV).

## Edizioni home video

### DVD
Il film uscì in DVD l'8 settembre 2009, con il titolo Looney, Looney, Looney Bugs Bunny il film, all'interno del DVD Il tuo simpatico amico Bugs Bunny. Il film è presente con il primo doppiaggio italiano, e nei cortometraggi extra è incluso esclusivamente il doppiaggio in inglese e sottotitolato in italiano.

#### Caratteristiche
- Lingue in mono 1.0: italiano, inglese, spagnolo, tedesco, francese e olandese;
- Sottotitoli in: italiano, spagnolo, francese, olandese, portoghese, italiano per non udenti, inglese per non udenti e tedesco per non udenti;
- Contenuti speciali:
  - Un biglietto per il cinema;
  - Da qui all'eternità;
  - Pullet Surprise.